# Archoleptoneta arganoi
Archoleptoneta arganoi är en spindelart som först beskrevs av Brignoli 1974.  Archoleptoneta arganoi ingår i släktet Archoleptoneta och familjen Leptonetidae. Inga underarter finns listade i Catalogue of Life.